# Valter Lidén
Pour les articles homonymes, voir Lidén.
Anders Walter Lidén dit Valter Lidén (10 mars 1887 à Göteborg – 13 janvier 1969 à Göteborg) est un joueur de football international suédois, évoluant au poste de milieu de terrain.

## Biographie
Il reçoit deux sélections en équipe de Suède lors de l'année 1908.
Il participe aux Jeux olympiques d'été de 1908, terminant quatrième du tournoi. Lors du tournoi olympique organisé à Londres, il joue un match contre les Pays-Bas.